# Stanley Cup playoff 1986
I playoff della Stanley Cup 1986 del campionato NHL 1985-1986 hanno avuto inizio il 9 aprile 1986. Le sedici squadre qualificate per i playoff, otto da ciascuna Conference, hanno giocato una serie di partite al meglio delle cinque per i quarti di finale, seguiti da turni al meglio delle sette per le finali di Division e di Conference. I vincitori delle due Conference hanno disputato una serie di partite al meglio di sette per la conquista della Stanley Cup.
Questo fu l'ultimo anno nel quale il primo turno venne affrontato al meglio delle cinque gare; dalla stagione successiva infatti fu portato al meglio delle sette per ridurre il numero di eliminazioni a sorpresa. Proprio nel corso dei playoff del 1986 tre delle quattro vincitrici di Division furono eliminate al primo turno, mentre la quarta, i campioni in carica degli Edmonton Oilers furono sconfitti al secondo turno. Per la prima volta tutte e quattro le ex WHA si qualificarono per i playoff, circostanza che si sarebbe ripetuta solo nel 1987 e nel 1999, quando ormai tre delle quattro squadre di erano trasferite in un'altra città. Per l'ultima volta tutti e sei i fratelli Sutter disputarono i playoff nello stesso anno.

## Squadre partecipanti

### Prince of Wales Conference

#### Adams Division
1. Quebec Nordiques - vincitori della Adams Division, 92 punti
2. Montreal Canadiens - 87 punti
3. Boston Bruins - 86 punti
4. Hartford Whalers - 84 punti

#### Patrick Division
1. Philadelphia Flyers - vincitori della Patrick Division e della stagione regolare nella Prince of Wales Conference, 110 punti
2. Washington Capitals - 107 punti
3. New York Islanders - 90 punti
4. New York Rangers - 78 punti

### Clarence S. Campbell Conference

#### Norris Division
1. Chicago Blackhawks - vincitori della Norris Division, 86 punti
2. Minnesota North Stars - 85 punti
3. St. Louis Blues - 83 punti
4. Toronto Maple Leafs - 57 punti

#### Smythe Division
1. Edmonton Oilers - vincitori della Smythe Division, della stagione regolare nella Clarence S. Campbell Conference e del Presidents' Trophy, 119 punti
2. Calgary Flames - 89 punti
3. Winnipeg Jets - 59 punti
4. Vancouver Canucks - 59 punti

### Tabellone
Nel primo turno la squadra con il ranking più alto di ciascuna Division si sfida con quella dal posizionamento più basso seguendo lo schema 1-4 e 2-3, usufruendo anche del vantaggio del fattore campo. Il secondo turno determina la vincente divisionale, mentre il terzo vede affrontarsi le squadre vincenti delle Division della stessa Conference per accedere alla finale di Stanley Cup. Il fattore campo osservato nelle finali di conference e in finale di Stanley Cup fu determinato dai punti ottenuti in stagione regolare. Nel primo turno, al meglio delle cinque gare, si seguì il formato 2-2-1. Nelle altre serie, al meglio delle sette sfide, si seguì il formato 2-2-1-1-1: la squadra migliore in stagione regolare avrebbe disputato in casa Gara-1 e 2, (se necessario anche Gara-5 e 7), mentre quella posizionata peggio avrebbe giocato nel proprio palazzetto Gara-3 e 4 (se necessario anche Gara-6).
|  | Semifinali Division | Semifinali Division   | Semifinali Division |                  |    | Finali Division     | Finali Division | Finali Division |  |  | Finali Conference | Finali Conference | Finali Conference |  |  | Finale Stanley Cup | Finale Stanley Cup | Finale Stanley Cup |  |
|  |                     |                       |                     |                  |    |                     |                 |                 |  |  |                   |                   |                   |  |  |                    |                    |                    |  |
|  | A1                  | Quebec Nordiques      | 0                   |                  |    |                     |                 |                 |  |  |                   |                   |                   |  |  |                    |                    |                    |  |
|  | A1                  | Quebec Nordiques      | 0                   |                  |    |                     |                 |                 |  |  |                   |                   |                   |  |  |                    |                    |                    |  |
|  | A4                  | Hartford Whalers      | 3                   |                  |    |                     |                 |                 |  |  |                   |                   |                   |  |  |                    |                    |                    |  |
|  | A4                  | Hartford Whalers      | 3                   |                  | A2 | Montreal Canadiens  | 4               |                 |  |  |                   |                   |                   |  |  |                    |                    |                    |  |
|  |                     |                       |                     |                  | A2 | Montreal Canadiens  | 4               |                 |  |  |                   |                   |                   |  |  |                    |                    |                    |  |
|  |                     |                       | A4                  | Hartford Whalers | 3  |                     |                 |                 |  |  |                   |                   |                   |  |  |                    |                    |                    |  |
|  | A2                  | Montreal Canadiens    | A4                  | Hartford Whalers | 3  | 3                   |                 |                 |  |  |                   |                   |                   |  |  |                    |                    |                    |  |
|  | A2                  | Montreal Canadiens    |                     |                  |    |                     |                 |                 |  |  |                   |                   |                   |  |  |                    |                    |                    |  |
|  | A3                  | Boston Bruins         | 0                   |                  |    |                     |                 |                 |  |  |                   |                   |                   |  |  |                    |                    |                    |  |
|  | A3                  | Boston Bruins         | 0                   |                  | A2 | Montreal Canadiens  | 4               |                 |  |  |                   |                   |                   |  |  |                    |                    |                    |  |
|  |                     |                       |                     |                  |    |                     |                 |                 |  |  |                   |                   |                   |  |  |                    |                    |                    |  |
|  |                     |                       | P4                  | New York Rangers | 1  |                     |                 |                 |  |  |                   |                   |                   |  |  |                    |                    |                    |  |
|  | P1                  | Philadelphia Flyers   | P4                  | New York Rangers | 1  | 2                   |                 |                 |  |  |                   |                   |                   |  |  |                    |                    |                    |  |
|  | P1                  | Philadelphia Flyers   |                     |                  |    |                     |                 |                 |  |  |                   |                   |                   |  |  |                    |                    |                    |  |
|  | P4                  | New York Rangers      | 3                   |                  |    |                     |                 |                 |  |  |                   |                   |                   |  |  |                    |                    |                    |  |
|  | P4                  | New York Rangers      | 3                   |                  | P2 | Washington Capitals | 2               |                 |  |  |                   |                   |                   |  |  |                    |                    |                    |  |
|  |                     |                       |                     |                  | P2 | Washington Capitals | 2               |                 |  |  |                   |                   |                   |  |  |                    |                    |                    |  |
|  |                     |                       | P4                  | New York Rangers | 4  |                     |                 |                 |  |  |                   |                   |                   |  |  |                    |                    |                    |  |
|  | P2                  | Washington Capitals   | P4                  | New York Rangers | 4  | 3                   |                 |                 |  |  |                   |                   |                   |  |  |                    |                    |                    |  |
|  | P2                  | Washington Capitals   |                     |                  |    |                     |                 |                 |  |  |                   |                   |                   |  |  |                    |                    |                    |  |
|  | P3                  | New York Islanders    | 0                   |                  |    |                     |                 |                 |  |  |                   |                   |                   |  |  |                    |                    |                    |  |
|  | P3                  | New York Islanders    | 0                   |                  | A2 | Montreal Canadiens  | 4               |                 |  |  |                   |                   |                   |  |  |                    |                    |                    |  |
|  |                     |                       |                     |                  |    |                     |                 |                 |  |  |                   |                   |                   |  |  |                    |                    |                    |  |
|  |                     |                       | S2                  | Calgary Flames   | 1  |                     |                 |                 |  |  |                   |                   |                   |  |  |                    |                    |                    |  |
|  | N1                  | Chicago Blackhawks    | S2                  | Calgary Flames   | 1  | 0                   |                 |                 |  |  |                   |                   |                   |  |  |                    |                    |                    |  |
|  | N1                  | Chicago Blackhawks    |                     |                  |    |                     |                 |                 |  |  |                   |                   |                   |  |  |                    |                    |                    |  |
|  | N4                  | Toronto Maple Leafs   | 3                   |                  |    |                     |                 |                 |  |  |                   |                   |                   |  |  |                    |                    |                    |  |
|  | N4                  | Toronto Maple Leafs   | 3                   |                  | N4 | Toronto Maple Leafs | 3               |                 |  |  |                   |                   |                   |  |  |                    |                    |                    |  |
|  |                     |                       |                     |                  | N4 | Toronto Maple Leafs | 3               |                 |  |  |                   |                   |                   |  |  |                    |                    |                    |  |
|  |                     |                       | N3                  | St. Louis Blues  | 4  |                     |                 |                 |  |  |                   |                   |                   |  |  |                    |                    |                    |  |
|  | N2                  | Minnesota North Stars | N3                  | St. Louis Blues  | 4  | 2                   |                 |                 |  |  |                   |                   |                   |  |  |                    |                    |                    |  |
|  | N2                  | Minnesota North Stars |                     |                  |    |                     |                 |                 |  |  |                   |                   |                   |  |  |                    |                    |                    |  |
|  | N3                  | St. Louis Blues       | 3                   |                  |    |                     |                 |                 |  |  |                   |                   |                   |  |  |                    |                    |                    |  |
|  | N3                  | St. Louis Blues       | 3                   |                  | N3 | St. Louis Blues     | 3               |                 |  |  |                   |                   |                   |  |  |                    |                    |                    |  |
|  |                     |                       |                     |                  |    |                     |                 |                 |  |  |                   |                   |                   |  |  |                    |                    |                    |  |
|  |                     |                       | S2                  | Calgary Flames   | 4  |                     |                 |                 |  |  |                   |                   |                   |  |  |                    |                    |                    |  |
|  | S1                  | Edmonton Oilers       | S2                  | Calgary Flames   | 4  | 3                   |                 |                 |  |  |                   |                   |                   |  |  |                    |                    |                    |  |
|  | S1                  | Edmonton Oilers       |                     |                  |    |                     |                 |                 |  |  |                   |                   |                   |  |  |                    |                    |                    |  |
|  | S4                  | Vancouver Canucks     | 0                   |                  |    |                     |                 |                 |  |  |                   |                   |                   |  |  |                    |                    |                    |  |
|  | S4                  | Vancouver Canucks     | 0                   |                  | S1 | Edmonton Oilers     | 3               |                 |  |  |                   |                   |                   |  |  |                    |                    |                    |  |
|  |                     |                       |                     |                  | S1 | Edmonton Oilers     | 3               |                 |  |  |                   |                   |                   |  |  |                    |                    |                    |  |
|  |                     |                       | S2                  | Calgary Flames   | 4  |                     |                 |                 |  |  |                   |                   |                   |  |  |                    |                    |                    |  |
|  | S2                  | Calgary Flames        | S2                  | Calgary Flames   | 4  | 3                   |                 |                 |  |  |                   |                   |                   |  |  |                    |                    |                    |  |
|  | S2                  | Calgary Flames        |                     |                  |    |                     |                 |                 |  |  |                   |                   |                   |  |  |                    |                    |                    |  |
|  | S3                  | Winnipeg Jets         | 0                   |                  |    |                     |                 |                 |  |  |                   |                   |                   |  |  |                    |                    |                    |  |

## Prince of Wales Conference

### Semifinali di Division

#### Hartford - Quebec
| Québec 9 aprile 1986 | Hartford Whalers | 3 – 2 (d.t.s.) (1-1; 0-0; 1-1) referto | Quebec Nordiques | Colisée de Québec (14.504 spett.) |

| Québec 10 aprile 1986 | Hartford Whalers | 4 – 1 (2-0; 1-0; 1-1) referto | Quebec Nordiques | Colisée de Québec (14.562 spett.) |

| Hartford 12 aprile 1986 | Quebec Nordiques | 4 – 9 (2-4; 1-3; 1-2) referto | Hartford Whalers | Hartford Civic Center (15.126 spett.) |

#### Montreal - Boston
| Montréal 9 aprile 1986 | Boston Bruins | 1 – 3 (0-0; 0-3; 1-0) referto | Montreal Canadiens | Forum de Montréal (16.409 spett.) |

| Montréal 10 aprile 1986 | Boston Bruins | 2 – 3 (0-0; 0-2; 2-1) referto | Montreal Canadiens | Forum de Montréal (16.738 spett.) |

| Boston 12 aprile 1986 | Montreal Canadiens | 4 – 3 (0-1; 2-2; 2-0) referto | Boston Bruins | Boston Garden (13.920 spett.) |

#### Philadelphia - NY Rangers
| Filadelfia 9 aprile 1986 | New York Rangers | 6 – 2 (2-2; 2-0; 2-0) referto | Philadelphia Flyers | The Spectrum (17.211 spett.) |

| Filadelfia 10 aprile 1986 | New York Rangers | 1 – 2 (0-2; 1-0; 0-0) referto | Philadelphia Flyers | The Spectrum (17.211 spett.) |

| New York 12 aprile 1986 | Philadelphia Flyers | 2 – 5 (1-1; 1-0; 0-4) referto | New York Rangers | Madison Square Garden (17.393 spett.) |

| New York 13 aprile 1986 | Philadelphia Flyers | 7 – 1 (2-1; 5-0; 0-0) referto | New York Rangers | Madison Square Garden (17.387 spett.) |

| Filadelfia 15 aprile 1986 | New York Rangers | 5 – 2 (1-0; 2-1; 2-1) referto | Philadelphia Flyers | The Spectrum (17.211 spett.) |

#### Washington - NY Islanders
| Landover 9 aprile 1986 | New York Islanders | 1 – 3 (1-1; 0-1; 0-1) referto | Washington Capitals | Capital Centre (18.130 spett.) |

| Landover 10 aprile 1986 | New York Islanders | 2 – 5 (1-1; 1-2; 0-2) referto | Washington Capitals | Capital Centre (18.130 spett.) |

| Uniondale 12 aprile 1986 | Washington Capitals | 3 – 1 (1-0; 2-0; 0-1) referto | New York Islanders | Nassau Coliseum (16.116 spett.) |

### Finali di Division

#### Montreal - Hartford
| Montréal 17 aprile 1986 | Hartford Whalers | 4 – 1 (0-0; 3-0; 1-1) referto | Montreal Canadiens | Forum de Montréal (17.145 spett.) |

| Montréal 19 aprile 1986 | Hartford Whalers | 1 – 3 (0-2; 1-1; 0-0) referto | Montreal Canadiens | Forum de Montréal (17.657 spett.) |

| Hartford 21 aprile 1986 | Montreal Canadiens | 4 – 1 (2-0; 1-1; 1-0) referto | Hartford Whalers | Hartford Civic Center (15.126 spett.) |

| Hartford 23 aprile 1986 | Montreal Canadiens | 1 – 2 (d.t.s.) (0-1; 0-0; 1-0) referto | Hartford Whalers | Hartford Civic Center (15.126 spett.) |

| Montréal 25 aprile 1986 | Hartford Whalers | 3 – 5 (1-3; 1-1; 1-1) referto | Montreal Canadiens | Forum de Montréal (17.660 spett.) |

| Hartford 27 aprile 1986 | Montreal Canadiens | 0 – 1 (0-0; 0-1; 0-0) referto | Hartford Whalers | Hartford Civic Center (15.126 spett.) |

| Montréal 29 aprile 1986 | Hartford Whalers | 1 – 2 (d.t.s.) (0-1; 0-0; 1-0) referto | Montreal Canadiens | Forum de Montréal (17.546 spett.) |

#### Washington - NY Rangers
| Landover 17 aprile 1986 | New York Rangers | 4 – 3 (d.t.s.) (1-2; 1-1; 1-0) referto | Washington Capitals | Capital Centre (18.130 spett.) |

| Landover 19 aprile 1986 | New York Rangers | 1 – 8 (0-3; 1-2; 0-3) referto | Washington Capitals | Capital Centre (18.130 spett.) |

| New York 21 aprile 1986 | Washington Capitals | 6 – 3 (2-0; 2-0; 2-3) referto | New York Rangers | Madison Square Garden (17.371 spett.) |

| New York 23 aprile 1986 | Washington Capitals | 5 – 6 (d.t.s.) (3-1; 1-2; 1-2) referto | New York Rangers | Madison Square Garden (17.404 spett.) |

| Landover 25 aprile 1986 | New York Rangers | 4 – 2 (2-2; 1-0; 1-0) referto | Washington Capitals | Capital Centre (18.130 spett.) |

| New York 27 aprile 1986 | Washington Capitals | 1 – 2 (0-1; 0-0; 1-1) referto | New York Rangers | Madison Square Garden (17.367 spett.) |

### Finale di Conference

#### Montreal - NY Rangers
| Montréal 1º maggio 1986 | New York Rangers | 1 – 2 (0-0; 1-2; 0-0) referto | Montreal Canadiens | Forum de Montréal (16.601 spett.) |

| Montréal 3 maggio 1986 | New York Rangers | 2 – 6 (1-1; 0-4; 1-1) referto | Montreal Canadiens | Forum de Montréal (18.072 spett.) |

| New York 5 maggio 1986 | Montreal Canadiens | 4 – 3 (d.t.s.) (1-1; 0-1; 2-1) referto | New York Rangers | Madison Square Garden (17.374 spett.) |

| New York 7 maggio 1986 | Montreal Canadiens | 0 – 2 (0-1; 0-0; 0-1) referto | New York Rangers | Madison Square Garden (17.508 spett.) |

| Montréal 9 maggio 1986 | New York Rangers | 1 – 3 (1-1; 0-1; 0-1) referto | Montreal Canadiens | Forum de Montréal (18.076 spett.) |

## Clarence S. Campbell Conference

### Semifinali di Division

#### Chicago - Toronto
| Chicago 9 aprile 1986 | Toronto Maple Leafs | 5 – 3 (2-1; 0-0; 3-2) referto | Chicago Blackhawks | Chicago Stadium (16.945 spett.) |

| Chicago 10 aprile 1986 | Toronto Maple Leafs | 6 – 4 (2-2; 1-2; 3-0) referto | Chicago Blackhawks | Chicago Stadium (16.711 spett.) |

| Toronto 12 aprile 1986 | Chicago Blackhawks | 2 – 7 (0-2; 2-3; 0-2) referto | Toronto Maple Leafs | Maple Leaf Gardens (16.382 spett.) |

#### Minnesota - St. Louis
| Bloomington 9 aprile 1986 | St. Louis Blues | 2 – 1 (0-0; 1-1; 1-0) referto | Minnesota North Stars | Met Center (13.427 spett.) |

| Bloomington 10 aprile 1986 | St. Louis Blues | 2 – 6 (1-3; 1-0; 0-3) referto | Minnesota North Stars | Met Center (12.532 spett.) |

| St. Louis 12 aprile 1986 | Minnesota North Stars | 3 – 4 (2-1; 1-1; 0-2) referto | St. Louis Blues | St. Louis Arena (13.532 spett.) |

| St. Louis 13 aprile 1986 | Minnesota North Stars | 7 – 4 (3-3; 3-0; 1-1) referto | St. Louis Blues | St. Louis Arena (13.509 spett.) |

| Bloomington 15 aprile 1986 | St. Louis Blues | 6 – 3 (2-2; 1-0; 3-1) referto | Minnesota North Stars | Met Center (15.963 spett.) |

#### Edmonton - Vancouver
| Edmonton 9 aprile 1986 | Vancouver Canucks | 3 – 7 (1-3; 1-0; 1-4) referto | Edmonton Oilers | Northlands Coliseum (17.106 spett.) |

| Edmonton 10 aprile 1986 | Vancouver Canucks | 1 – 5 (0-3; 1-1; 0-1) referto | Edmonton Oilers | Northlands Coliseum (17.295 spett.) |

| Vancouver 12 aprile 1986 | Edmonton Oilers | 5 – 1 (2-0; 1-0; 2-1) referto | Vancouver Canucks | Pacific Coliseum (7.854 spett.) |

#### Calgary - Winnipeg
| Calgary 9 aprile 1986 | Winnipeg Jets | 1 – 5 (1-2; 0-3; 0-0) referto | Calgary Flames | Olympic Saddledome (16.762 spett.) |

| Calgary 10 aprile 1986 | Winnipeg Jets | 4 – 6 (0-2; 2-3; 2-1) referto | Calgary Flames | Olympic Saddledome (16.762 spett.) |

| Winnipeg 12 aprile 1986 | Calgary Flames | 4 – 3 (d.t.s.) (1-1; 0-0; 1-2) referto | Winnipeg Jets | Winnipeg Arena (8.123 spett.) |

### Finali di Division

#### St. Louis - Toronto
| St. Louis 18 aprile 1986 | Toronto Maple Leafs | 1 – 6 (0-1; 1-2; 0-3) referto | St. Louis Blues | St. Louis Arena (16.883 spett.) |

| St. Louis 20 aprile 1986 | Toronto Maple Leafs | 3 – 0 (0-0; 1-0; 2-0) referto | St. Louis Blues | St. Louis Arena (17.107 spett.) |

| Toronto 22 aprile 1986 | St. Louis Blues | 2 – 5 (1-1; 1-0; 0-4) referto | Toronto Maple Leafs | Maple Leaf Gardens (16.382 spett.) |

| Toronto 24 aprile 1986 | St. Louis Blues | 7 – 4 (2-2; 2-1; 3-1) referto | Toronto Maple Leafs | Maple Leaf Gardens (16.382 spett.) |

| St. Louis 26 aprile 1986 | Toronto Maple Leafs | 3 – 4 (d.t.s.) (2-0; 1-2; 0-1) referto | St. Louis Blues | St. Louis Arena (16.003 spett.) |

| Toronto 28 aprile 1986 | St. Louis Blues | 3 – 5 (2-1; 1-1; 0-3) referto | Toronto Maple Leafs | Maple Leaf Gardens (16.382 spett.) |

| St. Louis 30 aprile 1986 | Toronto Maple Leafs | 1 – 2 (0-1; 1-0; 0-1) referto | St. Louis Blues | St. Louis Arena (18.034 spett.) |

#### Edmonton - Calgary
| Edmonton 18 aprile 1986 | Calgary Flames | 4 – 1 (2-0; 0-1; 2-0) referto | Edmonton Oilers | Northlands Coliseum (17.498 spett.) |

| Edmonton 20 aprile 1986 | Calgary Flames | 5 – 6 (d.t.s.) (1-1; 3-1; 1-3) referto | Edmonton Oilers | Northlands Coliseum (17.498 spett.) |

| Calgary 22 aprile 1986 | Edmonton Oilers | 2 – 3 (1-1; 0-1; 1-1) referto | Calgary Flames | Olympic Saddledome (16.762 spett.) |

| Calgary 24 aprile 1986 | Edmonton Oilers | 7 – 4 (2-0; 2-3; 3-1) referto | Calgary Flames | Olympic Saddledome (16.762 spett.) |

| Edmonton 26 aprile 1986 | Calgary Flames | 4 – 1 (1-0; 2-1; 1-0) referto | Edmonton Oilers | Northlands Coliseum (17.498 spett.) |

| Calgary 28 aprile 1986 | Edmonton Oilers | 5 – 2 (0-0; 2-2; 3-0) referto | Calgary Flames | Olympic Saddledome (16.762 spett.) |

| Edmonton 30 aprile 1986 | Calgary Flames | 3 – 2 (1-0; 1-2; 1-0) referto | Edmonton Oilers | Northlands Coliseum (17.498 spett.) |

### Finale di Conference

#### Calgary - St. Louis
| Calgary 2 maggio 1986 | St. Louis Blues | 3 – 2 (1-0; 0-2; 2-0) referto | Calgary Flames | Olympic Saddledome (16.762 spett.) |

| Calgary 4 maggio 1986 | St. Louis Blues | 2 – 8 (0-3; 1-1; 1-4) referto | Calgary Flames | Olympic Saddledome (16.762 spett.) |

| St. Louis 6 maggio 1986 | Calgary Flames | 5 – 3 (2-1; 2-1; 1-1) referto | St. Louis Blues | St. Louis Arena (16.510 spett.) |

| St. Louis 8 maggio 1986 | Calgary Flames | 2 – 5 (0-2; 1-1; 1-2) referto | St. Louis Blues | St. Louis Arena (17.672 spett.) |

| Calgary 10 maggio 1986 | St. Louis Blues | 2 – 4 (0-1; 1-2; 1-1) referto | Calgary Flames | Olympic Saddledome (16.762 spett.) |

| St. Louis 12 maggio 1986 | Calgary Flames | 5 – 6 (d.t.s.) (0-0; 4-1; 1-4) referto | St. Louis Blues | St. Louis Arena (17.801 spett.) |

| Calgary 14 maggio 1986 | St. Louis Blues | 1 – 2 (0-1; 0-1; 1-0) referto | Calgary Flames | Olympic Saddledome (16.762 spett.) |

## Finale Stanley Cup
La finale della Stanley Cup 1986 è stata una serie al meglio delle sette gare che ha determinato il campione della National Hockey League per la stagione 1985-86. I Montreal Canadiens hanno sconfitto i Calgary Flames in cinque partite e si sono aggiudicati la Stanley Cup per la ventitreesima volta nella loro storia.

## Statistiche

### Classifica marcatori
La seguente lista elenca i migliori marcatori al termine dei playoff.

| Giocatore       | Squadra            | PG | G  | A  | Pt | +/- | MP |
| --------------- | ------------------ | -- | -- | -- | -- | --- | -- |
| Doug Gilmour    | St. Louis Blues    | 19 | 9  | 12 | 21 | +3  | 25 |
| Bernie Federko  | St. Louis Blues    | 19 | 7  | 14 | 21 | +2  | 17 |
| Joe Mullen      | Calgary Flames     | 21 | 12 | 7  | 19 | -3  | 4  |
| Wayne Gretzky   | Edmonton Oilers    | 10 | 8  | 11 | 19 | 0   | 2  |
| Mats Näslund    | Montreal Canadiens | 20 | 8  | 11 | 19 | -1  | 4  |
| Al MacInnis     | Calgary Flames     | 21 | 4  | 15 | 19 | +11 | 30 |
| Lanny McDonald  | Calgary Flames     | 22 | 11 | 7  | 18 | +5  | 30 |
| Paul Reinhart   | Calgary Flames     | 21 | 5  | 13 | 18 | -2  | 4  |
| Greg Paslawski  | St. Louis Blues    | 17 | 10 | 7  | 17 | +4  | 13 |
| Pierre Larouche | New York Rangers   | 16 | 8  | 9  | 17 | -5  | 2  |

### Classifica portieri
Questa è una tabella che combina i cinque migliori portieri dei playoff per media di gol subiti a gara con i cinque migliori portieri per percentuale di parate, con almeno quattro partite disputate. La tabella è ordinata per la media gol subiti, e i criteri di inclusione sono in grassetto.

| Giocatore    | Squadra             | PG | Min  | V  | S | TC  | GS | SO | Sv%  | MGS  |
| ------------ | ------------------- | -- | ---- | -- | - | --- | -- | -- | ---- | ---- |
| Mike Liut    | Hartford Whalers    | 8  | 441  | 5  | 2 | 226 | 14 | 1  | .938 | 1.90 |
| Patrick Roy  | Montreal Canadiens  | 20 | 1218 | 15 | 5 | 506 | 39 | 1  | .923 | 1.92 |
| Pete Peeters | Washington Capitals | 9  | 544  | 5  | 4 | 253 | 24 | 0  | .905 | 2.65 |
| Mike Vernon  | Calgary Flames      | 21 | 1229 | 12 | 9 | 583 | 60 | 0  | .897 | 2.93 |
| Greg Millen  | St. Louis Blues     | 10 | 586  | 6  | 3 | 330 | 29 | 0  | .912 | 2.97 |
| Ken Wregget  | Toronto Maple Leafs | 10 | 607  | 6  | 4 | 323 | 32 | 1  | .901 | 3.16 |